# Landschaftsschutzgebiet Fließgewässer, Auen und kleine Täler

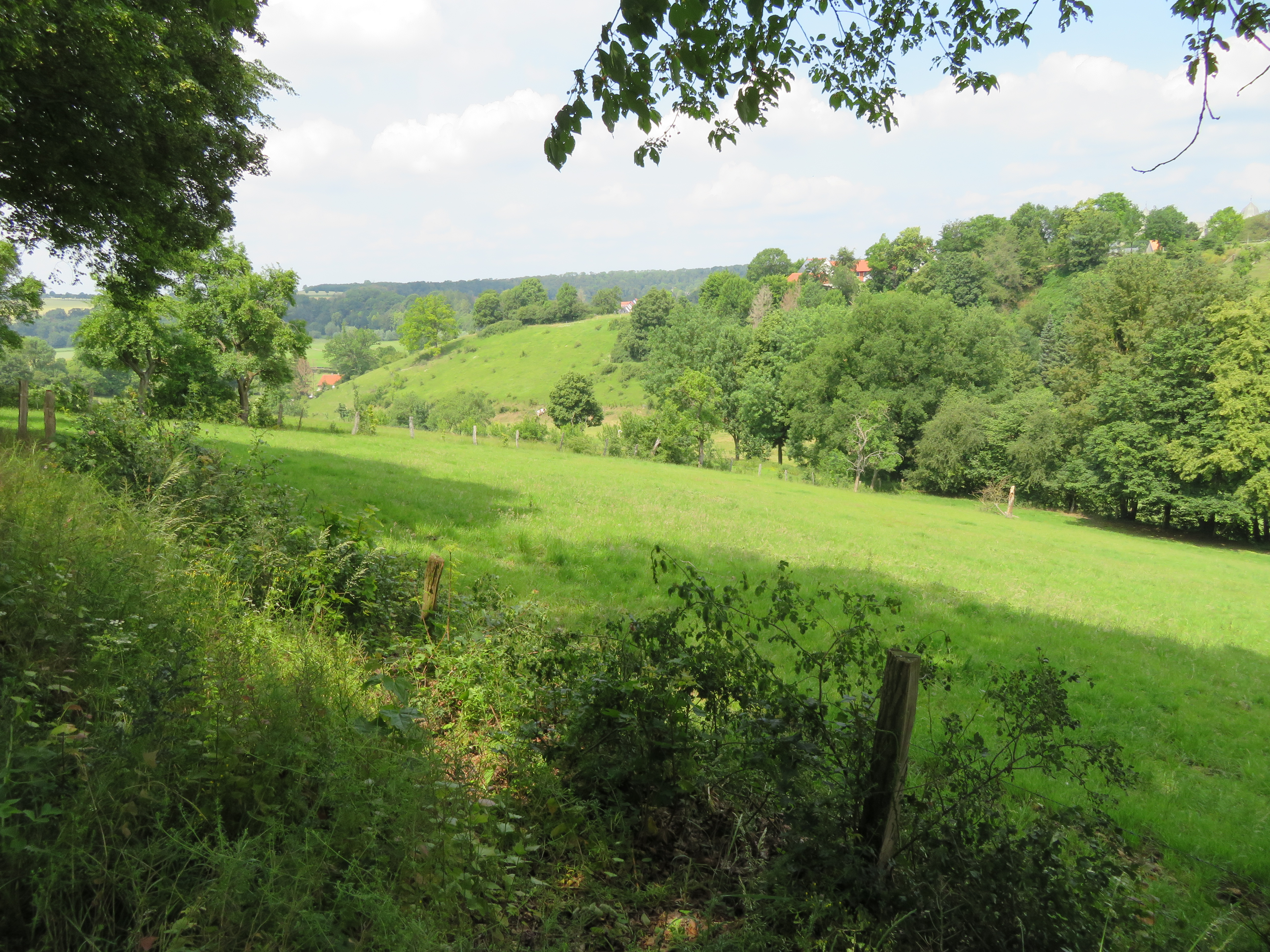
Landschaftsschutzgebiet Fließgewässer, Auen und kleine Täler südwestlich vom Dorf Wewelsburg

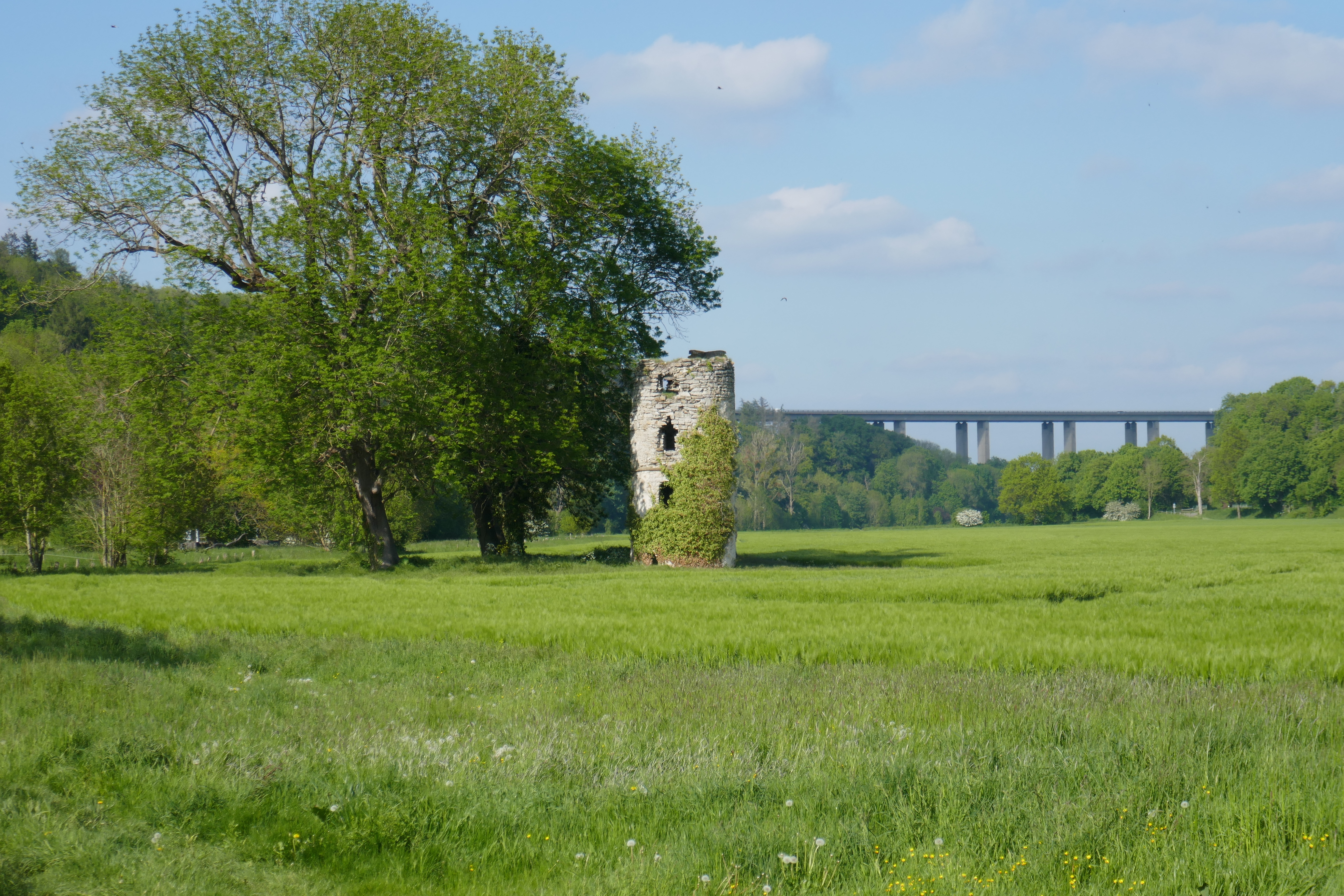
LSG in der Almeaue mit Niederburg (Büren) und Almetalbrücke der A 44

Das Landschaftsschutzgebiet Fließgewässer, Auen und kleine Täler mit 439,72 ha Flächengröße liegt im Stadtgebiet von Büren im Kreis Paderborn. Das Landschaftsschutzgebiet (LSG) wurde 2007 vom Kreistag mit dem Landschaftsplan Bürener Almetal ausgewiesen. Das LSG besteht aus mehreren Teilflächen. Ein Teil des LSG ist seit 2004 auch als FFH-Gebiet Wälder und Quellen des Almetals (DE 4517-301) geschützt.

## Beschreibung
Das LSG grenzt teilweise direkt an den Siedlungsraum. Es umfasst die Auen und Niederungen des Almetales, des Aftetal und Okentales, die kleinen Almenebentäler von Quirmeke, Hennekenbieke und Osterschledde. Aufgrund des besonderen geologischen Karstuntergrunds handelt es sich bei allen Tälern, mit Ausnahme der Alme und Afte, um nur zeitweise wasserführende Bäche. Auch die weiteren vorkommenden Karsterscheinungen sind schutzwürdig. Im LSG versickert Wasser von Gewässern in Karstgebieten großenteils in Schwalglöchern und Klüften.
Der Landschaftsplan schreibt zum Wert des LSG: „Dem Almetal kommt als weitreichender, naturraumverbindender Gewässerachse besondere Bedeutung im überregionalen Biotopverbundsystem des Landes Nordrhein Westfalen zu.“
Im LSG und im südlich angrenzenden Naturschutzgebiet Almetal (Büren) kaufte die NRW-Stiftung in Bereichen des FFH-Gebietes 59 ha Land in der Aue an und sorgte eine extensive Nutzung. Dabei arbeitete die NRW-Stiftung mit der Gemeinschaft für Naturschutz im Altkreis Büren, der Biologischen Station Paderborn - Senne und dem Wasserverband Obere Lippe zusammen. Der Wasserverband Obere Lippe führte auf 40 ha Fläche Renaturierungen durch. Dabei wurden Seitenarme, Schlingen und Flutmulden der Alme wieder an den Fluss angeschlossen und so den Flusslauf verlängert. Am mehreren Stellen legte man Baumstämme quer zum Flussbett und veranlasste die Alme so, sich ein neues Flussbett zu schaffen. Im LSG kommen Arten wie Eisvogel, Sumpfschrecke, Gebänderte Prachtlibelle, Sumpfstorchschnabel, Äsche, Groppe, Bachforelle und Bachneunauge vor.

## Schutzzweck
Laut Landschaftsplan wurde das LSG insbesondere „zur Erhaltung, Förderung und Wiederherstellung einer reich strukturierten, bäuerlichen Kulturlandschaft, die sich durch einen hohen Anteil von Grünland, Ufergehölzen, Hochstaudenfluren feuchter Standorte der Ufer und Gräben, Obstwiesen, Baumreihen und Hecken sowie zahlreichen weiteren Gehölzstrukturen auszeichnet, und zur Erhaltung und Wiederherstellung der Funktionen der Gewässerauen der Alme, der Afte und ihrer Nebengewässer sowie der naturraumtypischen temporären Trockentäler von Osterschledde und Almezuläufen innerhalb des regionalen und überregionalen Biotopverbundes ausgewiesen.“

## Verbote im LSG
Wie in anderen Landschaftsschutzgebieten gibt es eine Reihe von Verboten. So ist es verboten, Obstbaumwiesen zu beeinträchtigen oder ohne Genehmigung zu beseitigen. Für die Pflege der Obstbaumwiesen einschließlich der Bodenpflege besteht die Möglichkeit der Förderung im Rahmen des Vertragsnaturschutzes (Kulturlandschaftsprogramm). Wird eine Genehmigung erteilt, Obstbäume zu beseitigen, ist entsprechender Ausgleich und Ersatz zu schaffen, inklusive einer regelmäßigen Baum- und Bodenpflege. Es ist im LSG verboten, Tier-, Ball-, Wasser- und Wintersport auszuüben. Erlaubt ist das Reiten auf Straßen und befestigten Wegen und das Befahren der Alme und Afte mit Kanus bei einem Wasserstand von mindestens 55 cm, ohne Anlegen und Betreten der Ufer mit Ausnahme der Ein- und Aussteigestellen in Ahden, Wewelsburg und im Bereich der Stauwehre.

## Gebote im LSG
Für das LSG wurden eine Reihe von Geboten festgelegt. Die landwirtschaftlich genutzten Flächen sollen als extensive Wiesen, Mähweiden oder Weiden genutzt werden. Die Ackerflächen sollen in extensiv genutztes Grünland umgewandelt werden. Die brachgefallenen Grünlandflächen sind extensiv zu pflegen. Eine Wiedervernässung der Auenbereiche durch Verschließen vorhandener Drainagen und anderer Entwässerungseinrichtungen wird angestrebt, zumindest auf die Unterhaltung solcher Einrichtungen ist zu verzichten. Kleingewässer, Blänken und Altarmstrukturen sollen naturnah umgestaltet und an geeigneter Stelle neu angelegt werden. Lücken in Ufergehölzen, Hecken, Obstbaumbeständen, Kopfbaumreihen, Baumreihen und Feldgehölzen sind zu schließen und diese Gehölze zu pflegen. Keine dauerhaften nicht landschaftsraumtypischen Weidezäune sind aufzustellen sowie derartige vorhandene Weidezäune durch landschaftsangepasste Umzäunungen zu ersetzen. Zu den nicht landschaftsraumtypischen Weidezäunen zählen insbesondere dauerhafte, in Weiß oder anderen auffälligen Farben gehaltene Elektroweidezäune.